# Ngọc Sơn, Thạch Hà
Ngọc Sơn là một xã thuộc huyện Thạch Hà, tỉnh Hà Tĩnh, Việt Nam.

## Địa lý
Xã Ngọc Sơn có vị trí địa lý:
- Phía đông giáp xã Lưu Vĩnh Sơn
- Phía tây và phía nam giáp huyện Hương Khê
- Phía bắc giáp xã Thạch Ngọc và huyện Can Lộc.

Xã Ngọc Sơn có diện tích 20,76 km², dân số năm 2004 là 2.438 người, mật độ dân số đạt 117 người/km².

## Lịch sử
Xã được thành lập năm 2004 trên cơ sở giải thể Thị trấn Nông trường Thạch Ngọc thuộc huyện Thạch Hà để thành lập xã Ngọc Sơn trên cơ sở toàn bộ 2.076,12 ha diện tích tự nhiên và 2.438 nhân khẩu của Thị trấn Nông trường Thạch Ngọc.
Ngày 17 tháng 7 năm 2019, HĐND tỉnh Hà Tĩnh ban hành Nghị quyết số 157/NQ-HĐND về việc sáp nhập thôn Trường Ngọc vào thôn Nam Sơn và thôn Trung Tâm.